# 후쿠역
후쿠역(일본어: 福駅, ふくえき)은 일본 오사카부 오사카시 니시요도가와구에 있는 한신 전기철도 한신 난바 선의 역이다. 역 번호는 HS 48이다.

## 역사
- 1924년 1월 20일: 덴포 선 다이모쓰 ~ 덴포 역 구간 개통과 동시에 영업 개시.
- 2009년 3월 20일: 긴테쓰 차량 진입에 따른 개량 공사로 인하여 승강장 연장, 역사 개축.
- 2014년 4월 1일: 역 번호 도입.

## 역 구조
상대식 승강장 2면 2선의 지상역이다. 분기기, 절대 신호가 없어 정류장으로 분류된다. 역사(개찰구)는 두 승강장의 아마가사키 방향으로 플랫폼마다 독립해서 마련되어 있다. 한신 전기철도의 역에서는 유일하게 양쪽에 승강장을 연결 개찰 내의 통로가 존재하지 않는다. 승강장 유효 길이는 130m로 19m급 한신 차량의 6량 편성과 21m급의 긴키 닛폰 철도 차량 6량 편성에 대응한다. 승강장 연장 시 역사가 개축되었지만, 승강장별 개찰구에는 변함이 없다.
자동 개찰기는, 오므론제가 설치되어 있다.

### 승강장
| 승강장 | 노선           | 방향 | 행선                                             |
| ------ | -------------- | ---- | ------------------------------------------------ |
| 동     | ■ 한신 난바 선 | 상행 | 니시쿠조・돔마에・난바・나라 방면                |
| 서     | ■ 한신 난바 선 | 하행 | 아마가사키・고베 (산노미야)・아카시・히메지 방면 |

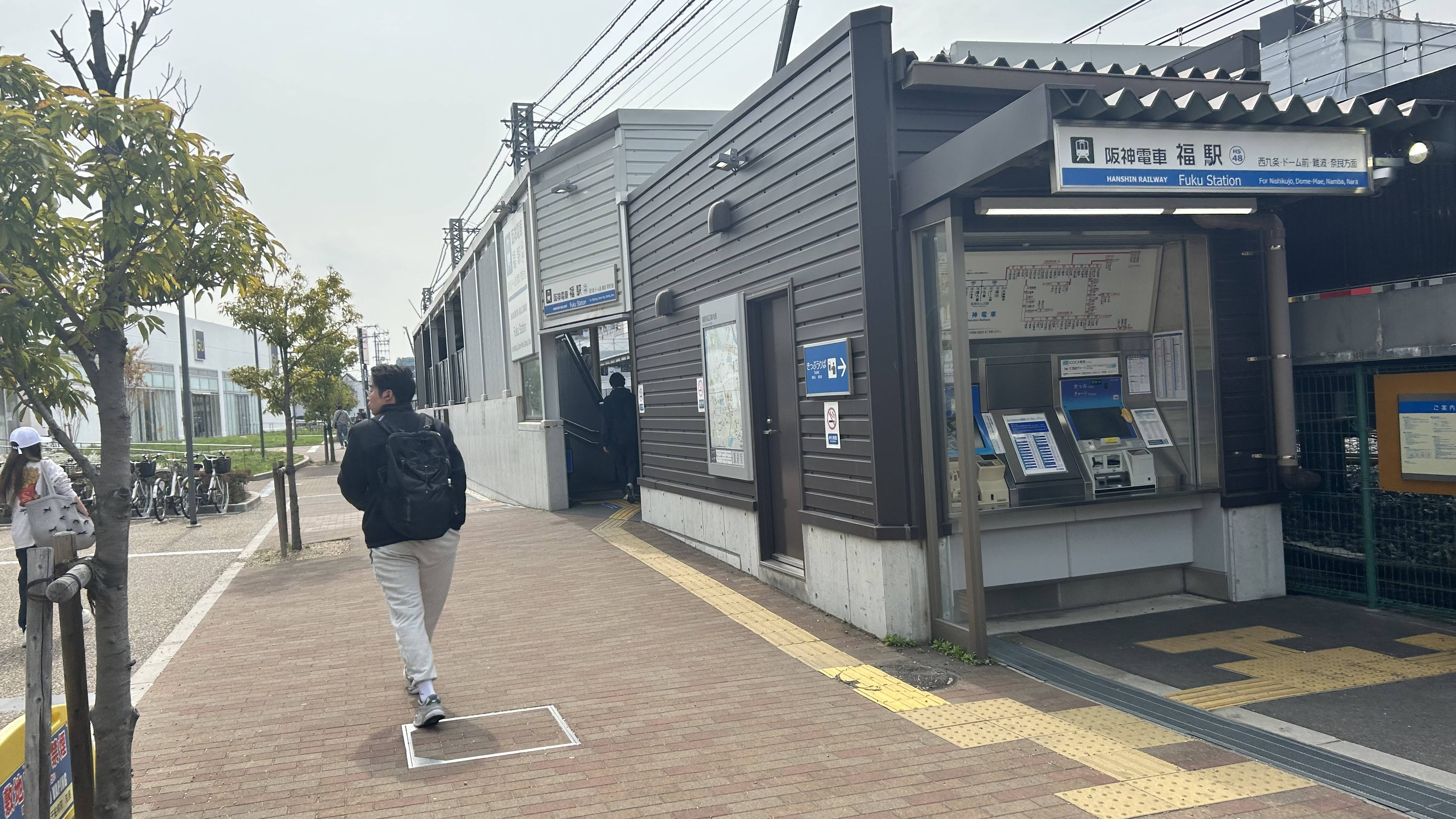
동쪽 출입구
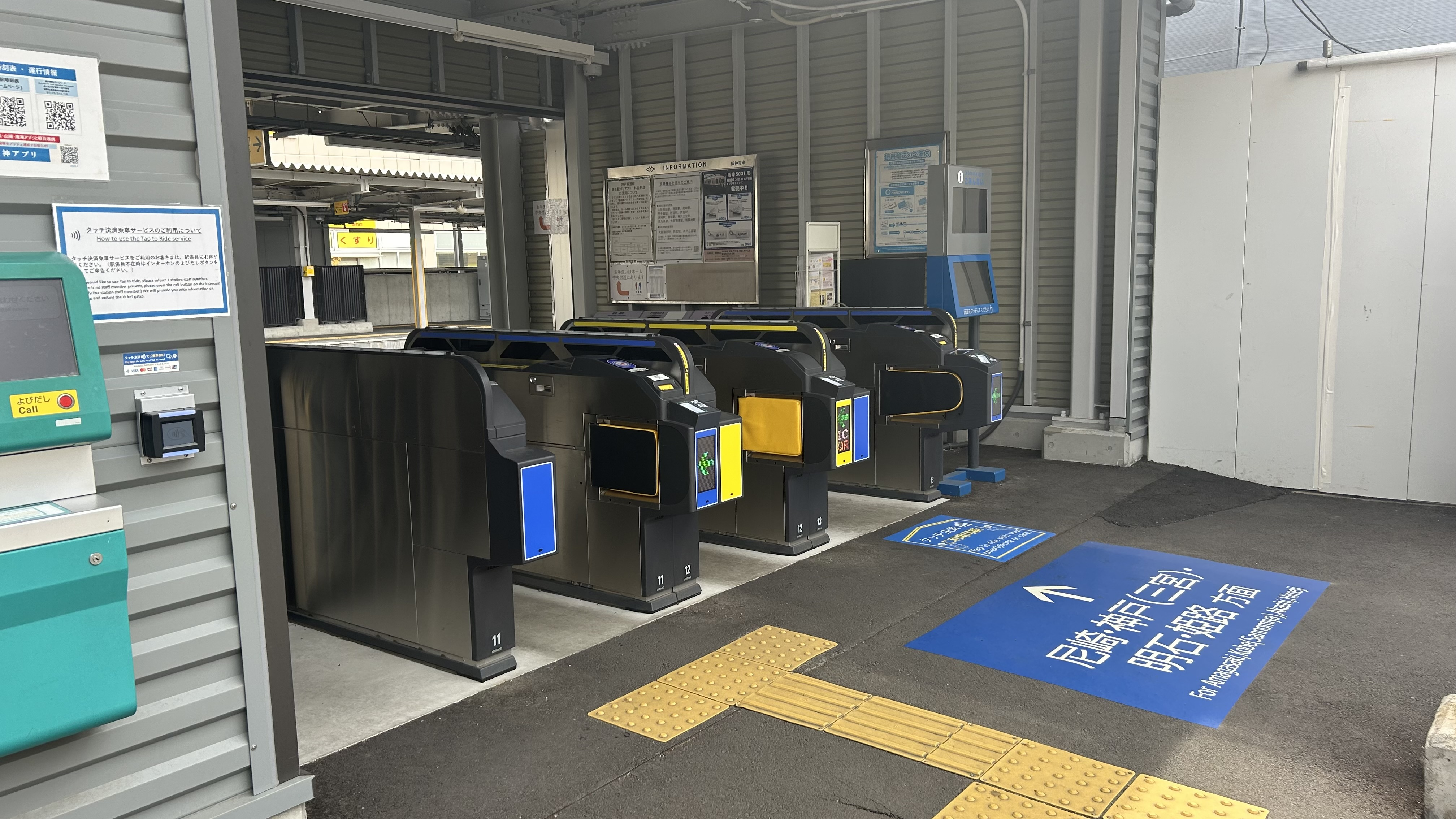
서쪽 개찰구
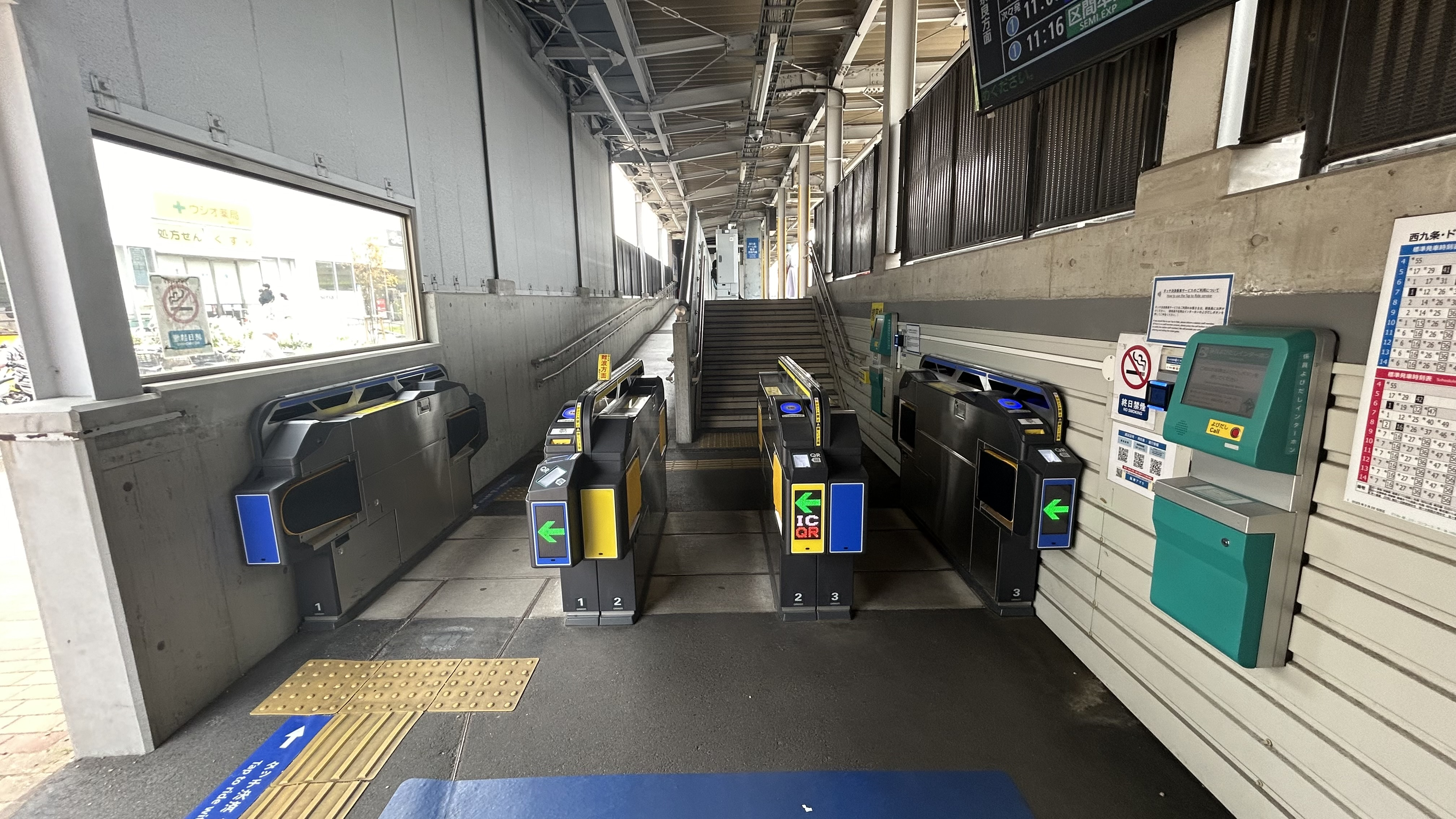
동쪽 개찰구
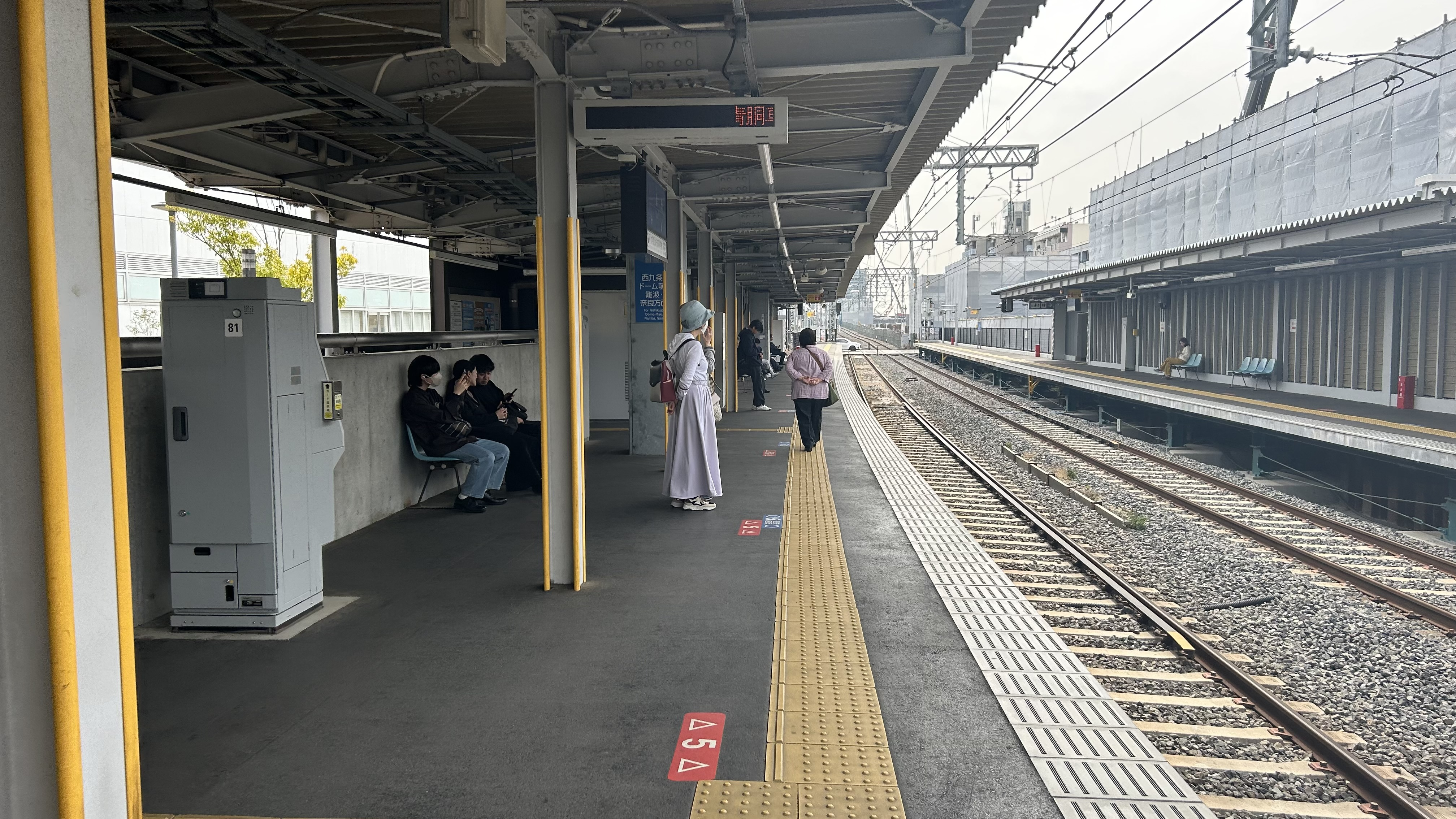
난바 방면 승강장
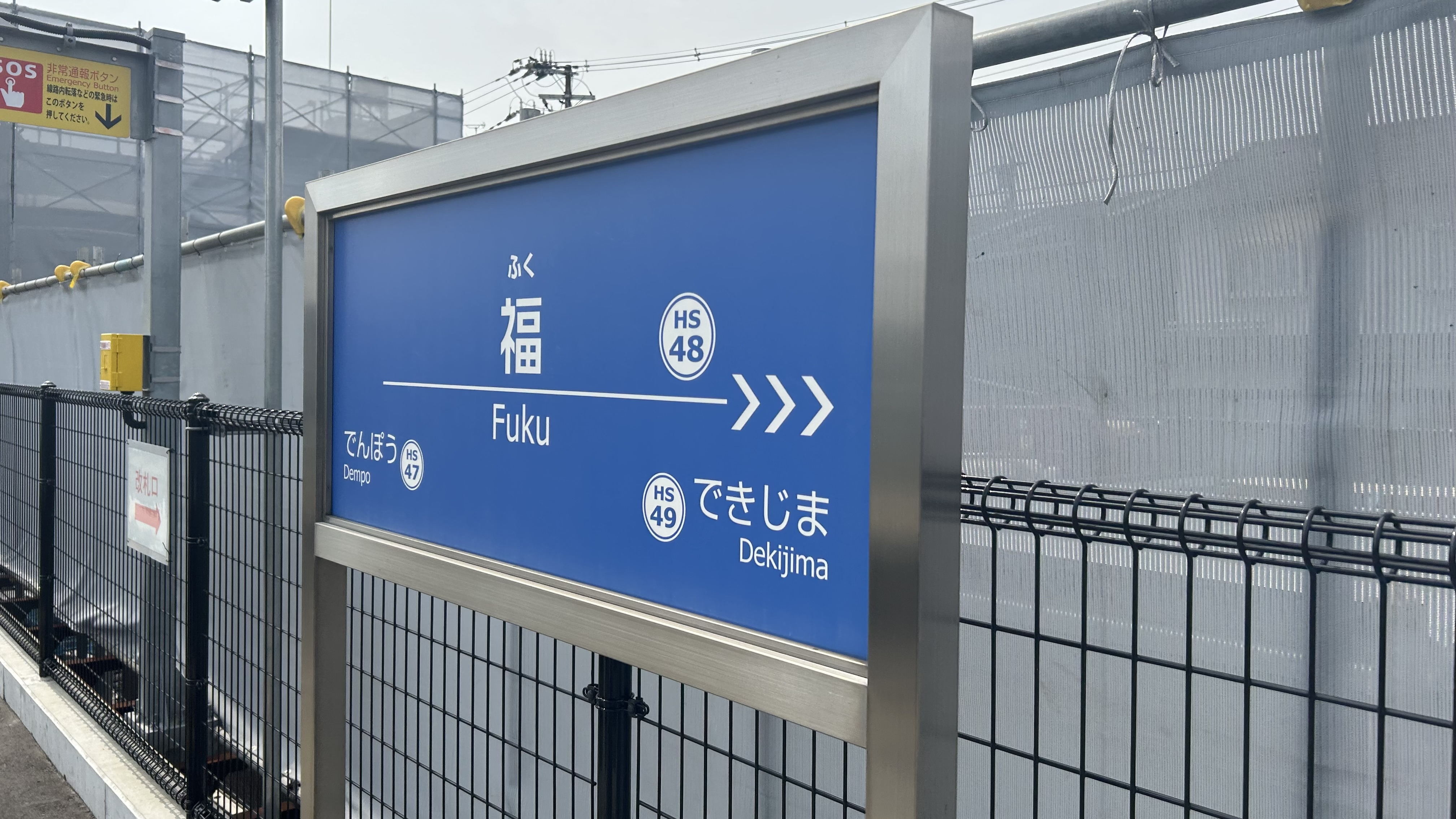
역명표

## 역 주변
주변에는 공장이 많이 입지하고 있다.
- 일본화학공업 니시요도가와 공장(2011년 폐쇄)
- 이즈미야 슈퍼 마켓 센터 후쿠마치점 - 일본 화학 공업 부지에 개점한 상업 시설[1].
- 지부네 병원 - 지부네 역전에서 일본화학공업 부지로 이전
- 니시요도가와 후쿠 우체국
- 오사카 시립 후쿠 초등학교
- 오사카 부립 니시요도가와 지원학교
- 오사카 시 환경국 서북 환경 사업 센터
- 니시요도가와 구민 회관
- 유니클로 니시요도가와점

## 사진

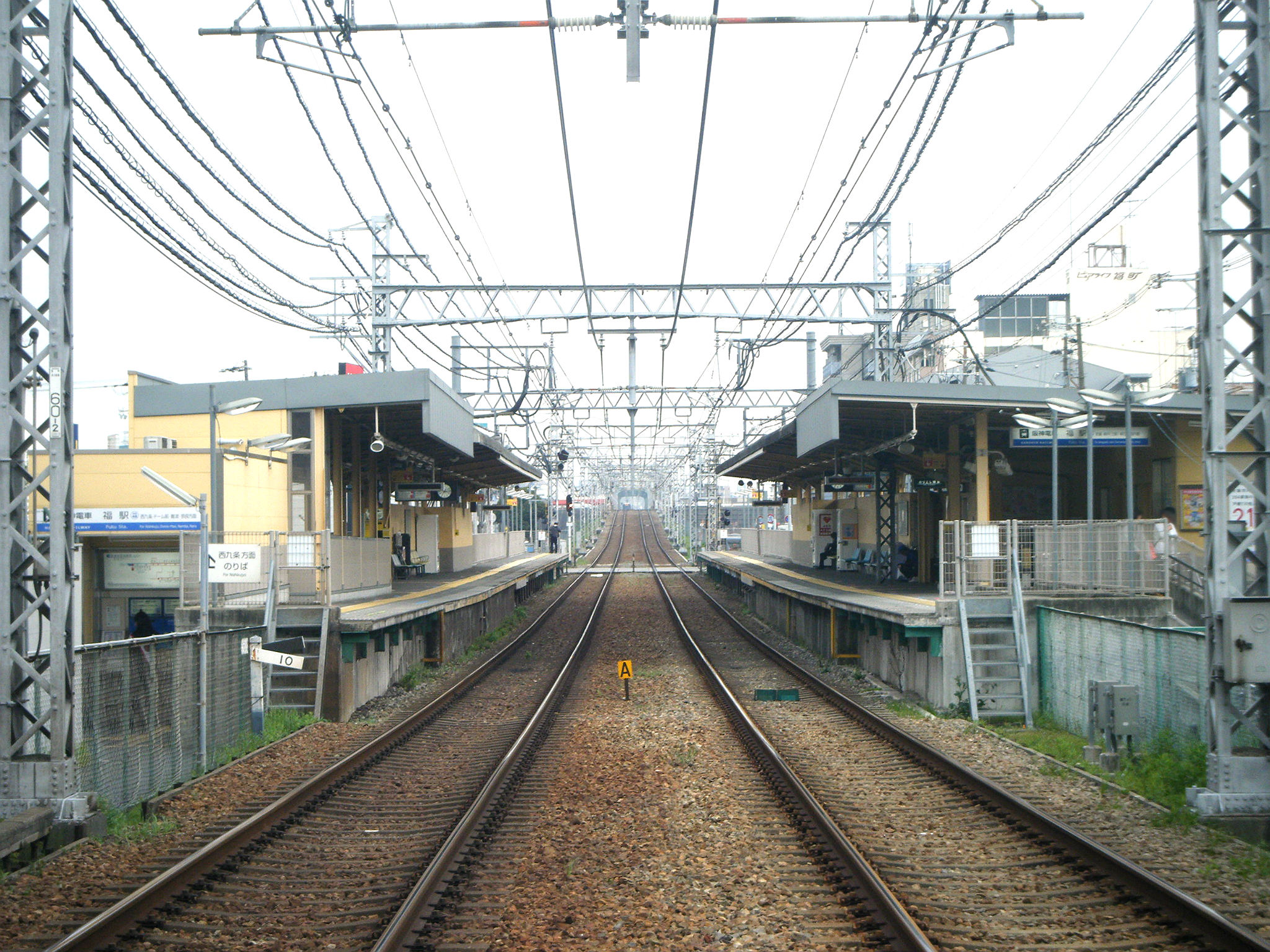
아마가사키 방향 건널목을 향해 보는 역 구내

## 인접역
| 한신 전기철도 ■ 한신 난바 선   | 한신 전기철도 ■ 한신 난바 선 | 한신 전기철도 ■ 한신 난바 선 |
| ------------------------------ | ---------------------------- | ---------------------------- |
| HS 49 데키지마 아마가사키 방면 | ■ 준급 ■ 구간준급 ■ 보통     | 덴포 HS 47 오사카난바 방면   |